# Слободько, Василий Александрович
Василий Александрович Слободько (родился 18 июня 1973 года, Брянск, РСФСР) — российский футболист, вратарь.

## Клубная карьера
Воспитанник брянского «Динамо», за которое играл с 1993 по 1994 год. В 1995 году перешёл в самарские «Крылья Советов», которые играли на тот момент в чемпионате России. 28 июня 1995 года дебютировал в высшем дивизионе, в матче против «Спартака-Алании» вышел за 8 минут до конца матча. 1 июля впервые вышел в стартовом составе, в матче против московского «Торпедо» не пропустил ни одного гола. Не сумев закрепиться в стартовом составе «Крыльев Советов», ушёл из клуба. С 2000 по 2003 год играл за «Волгарь», нижнекамский «Нефтехимик», «Луч-Энергию» и брянское «Динамо». В 2005 году играл за тверскую «Волгу». В 2008 и 2014 году играл за любительский клуб «Бежица».